# 서이수
서이수(徐理修, 1749년 ~ 1802년)는 조선국 황해도 토산군 군수 직책 등을 지낸 조선 정조 시대 문관 관료이다.

## 주요 전력
명문가(名門家)의 서얼 출신이었지만 학식이 뛰어났다. 1779년 음서로써 천거되어 같은 해 규장각 교서관 예하 검서관(檢書官)에 임직되었으며, 규장각 교서관 예하 검서관 직책으로써 규장각 예하 관료들을 보좌하여 서적을 검토 및 필사하는 직무로써 보직하였다.
시문학(詩文學)에도 능통하였던 그는 특히 동료 관료 출신 시문학가(詩文學家)였던 이덕무(李德懋)·유득공(柳得恭)·박제가(朴齊家)·이서구(李書九)·정약용(丁若鏞) 등과 함께 1780년대 후반과 1790년대 초반 시절 조선 정조 시대 중기의 6대 문장가(六大 文章家)로도 일컬어졌다.